# Let Me Stand Alone
Let Me Stand Alone är en bok som innehåller texter, däribland dagböcker och brev skrivna av Rachel Corrie. Boken publicerades av W. W. Norton & Company 2008. Corrie dödades 2003 av en israelisk bepansrad bulldozer när hon försökte skydda en palestinsk hem. Boken handlar om hur en ung flicka reser från en privilegierad tillvaro i Olympia (Washington) till Gazaremsan, men har en bredare inriktning på tidlösa frågor som hur unga människor kan finna sin plats i världen, hur ens handlingar påverkar andra och vad du är skyldig mänskligheten. Corries dagböcker "öppnar ett fönster till en ung kvinna som försöker göra världen till en bättre plats att leva".